# Riemann-probleem
Een Riemann-probleem, naar Bernhard Riemann genoemd, bestaat uit een behoudswet samen met stuksgewijs constante data, met een enkele discontinuïteit. Het Riemann-probleem is nuttig voor het begrijpen van hyperbolische partiële differentiaalvergelijkingen, zoals de stromingsvergelijkingen van Euler omdat alle eigenschappen, zoals schokgolven en verdunnende golven, als karakteristieken in de oplossing voorkomen. 
Riemann-problemen komen in de numerieke analyse op een natuurlijke manier in eindige volumemethoden voor om de vergelijkingen van behoudswetten mee op te lossen die er als gevolg van voorkomen dat het grid discreet is. Om die redenen wordt het veel in de numerieke stromingsleer gebruikt en in computationale simulaties binnen de magnetohydrodynamica. De Riemann-problemen in deze gebieden worden met behulp van Riemann-oplossers berekend.
- Dit artikel of een eerdere versie ervan is een (gedeeltelijke) vertaling van het artikel Riemann problem op de Engelstalige Wikipedia, dat onder de licentie Creative Commons Naamsvermelding/Gelijk delen valt. Zie de bewerkingsgeschiedenis aldaar.